# Краят на света (филм)
„Краят на света“ (на английски: The World's End) е комедия от 2013 г. на режисьора Едгар Райт. Премиерата е на 10 юли в Лондон, а по кината във Великобритания и САЩ филмът излиза съответно на 19 юли и 23 август.

## Сюжет
Група приятели се събират за пъб кроул в родния си град и се оказват в центъра на извънземно нашествие.

## Актьорски състав
| Актьор         | Роля              |
| -------------- | ----------------- |
| Саймън Пег     | Гари Кинг         |
| Ник Фрост      | Анди Найтли       |
| Пади Консидайн | Стивън Принс      |
| Мартин Фрийман | Оливър Чембърлейн |
| Еди Марсан     | Питър Пейдж       |
| Розамунд Пайк  | Сам Чембърлейн    |
| Пиърс Броснан  | Гай Шепърд        |
| Дейвид Брадли  | Базил             |

## Награди и номинации
| Категория                   | Номиниран(и)                | Резултат                |
| Сатурн (26 юни 2014 г.)     | Сатурн (26 юни 2014 г.)     | Сатурн (26 юни 2014 г.) |
| --------------------------- | --------------------------- | ----------------------- |
| Най-добър международен филм | Най-добър международен филм | номинация               |
| Най-добър сценарий          | Едгар Райт и Саймън Пег     | номинация               |
| Най-добър актьор            | Саймън Пег                  | номинация               |
| Емпайър (30 март 2014 г.)   |                             |                         |
| Най-добър британски филм    | Най-добър британски филм    | награда                 |
| Най-добра комедия           | Най-добра комедия           | номинация               |
| Най-добър режисьор          | Едгар Райт                  | номинация               |